# Harán
Para la ciudad bíblica véase Harrán.
Harán, Aram o Haran (en hebreo הָרָן) es el nombre de tres personajes y de una ciudad mencionados en la Biblia.
La Biblia menciona en el Génesis que un hombre llamado Harán nació y murió en Ur. Era hijo de Taré y hermano de Nacor y Abram (conocido como Abraham). Según la Biblia, Harán fue el padre de Lot.
De acuerdo al Génesis, después de la muerte de Harán, Taré junto con Abram, Lot y sus respectivas familias comenzaron el viaje a Canaán. En el camino se establecieron por un tiempo en un lugar llamado también "Harán". Después de la muerte de Taré en Harán (pasaje narrado igualmente en libro de Hechos), Abram y Lot continuaron hacia Canaán. Las ruinas de la antigua Harán se encuentran cerca de Harrán, en la actual Turquía.
La Biblia menciona a otro Harán en 1 Crónicas, quien era hijo de Caleb y tataranieto de Judá, hijo de Jacob. Asimismo menciona a un tercer personaje con el nombre de Harán, quien era hijo de Simei y que fue un levita que vivió en los tiempos del rey David y tuvo alguna clase de rol político y religioso.